# Dave Wilcox
Dave Wilcox (Ontario, Oregon; 29 de septiembre de 1942 – Junction City, Oregon; 19 de abril de 2023) fue un jugador estadounidense de fútbol americano que jugó once temporadas en la NFL con los San Francisco 49ers en la posición de linebacker.

## Carrera

### Universitario
Inicia su carrera en 1961 con los Boise State Broncos, con los que fue All-American en sus dos primeros años, pero en 1962 es transferido a los Oregon Ducks, con quien jugó su hermano mayor John Wilcox en 1957 el Rose Bowl y fue seleccionado en el Draft de 1960 por los Phialdelphia Eagles.
Tuvo como compañeros de equipo a Bob Berry y Mel Renfro, en su último año jugaría el Hula Bowl y el College All-Star Game.

### Profesional
Sería elegido en el Draft de 1964 de la AFL por los Houston Oilers en el lugar 46 de la sexta ronda, mientras que los San Francisco 49ers lo eligieron en el lugar 29 de la tercera ronda de la NFL.
Decide jugar con los San Francisco 49ers por tener mejor estabilidad, fue colocado como linebacker externo por su habilidad de desarmar jugadas y limitar la actividad de los tight ends, así como su eficiencia en el bloqueo de pases.
En su carrera con los 49ers tuvo cuatro temporadas ganadoras (1965, 1970, 1971, 1972) con tres apariciones consecutivas en postemporada, ganó el título de la División Oeste en 1970, y llegaron a la final de conferencia que perderían ante los Dallas Cowboys tras haber eliminado en la ronda anterior a los Minnesota Vikings.
En 1971 se distinguieron por su buena defensa y ganaron el título divisional nuevamente, eliminado a los Washington Redskins en la ronda divisional, pero volverían a perder el partido por el título de conferencia ante los Dallas Cowboys.
En 1972 gana el título divisional por tercera vez consecutiva pero perderían en la ronda divisional ante los Dallas Cowboys. Wilcox solo se perdió un partido en toda su carrera profesional, y fue por una lesión, fue nombrado al mejor equipo defensivo de la liga en cuatro ocasiones y dos veces al mejor equipo de la NFC, además de siete apariciones en el Pro Bowl.

## Vida personal
Tuvo seis hermanas y un hermano. Sus hijos Josh Wilcox y Justin Wilcox jugaron para Oregon Ducks, Justin fue entrenador de los California Golden Bears.